# Mortal Kombat: Conquest
 (octobre 2019).
Si vous disposez d'ouvrages ou d'articles de référence ou si vous connaissez des sites web de qualité traitant du thème abordé ici, merci de compléter l'article en donnant les références utiles à sa vérifiabilité et en les liant à la section « Notes et références ».
Mortal Kombat: Conquest est une série télévisée fantastique américaine en 22 épisodes de 40 minutes, d'après le monde imaginaire Mortal Kombat et diffusée du 3 octobre 1998 au 22 mai 1999 en syndication, puis sur TNT.
En France, la série a été diffusée à compter du 1er novembre 1999 sur MCM.

## Synopsis
Depuis des générations, deux royaumes, le Bien et le Mal, se défient lors d'un tournoi titanesque où combattent des guerriers surpuissants pour régner sur la Terre : le Mortal Kombat.
Kung Lao, le vainqueur, Siro, ancien garde du corps, et Taja, belle voleuse de talent, se rencontrent et décident de s'établir ensemble à Ju-Jin, plaque tournante du royaume de la Terre. Tous trois excellents combattants, ils devront défendre les humains, avec l'aide de Raiden, dieu du tonnerre, contre l'Outre-Monde et son empereur Shao Kahn, au cours d'un périple jalonné d'obstacles, de peines et de joies vécus ensemble. Alors que les forces du mal possèdent la magie et des pouvoirs terrifiants, celles du bien ont les conditions physiques, le mental et la foi en la défense de leur juste cause : protéger leur royaume et ce quel qu'en soit le prix...

## Distribution
- Paolo Montalban (VF : Pierre Tessier) : Kung Lao
- Daniel Bernhardt (VF : Olivier Destrez) : Siro
- Kristanna Loken (VF : Virginie Ledieu) : Taja
- Tracy Douglas (VF : Deborah Perret) : Vorpax
- Bruce Locke (VF : Bruno Dubernat) : Shang Tsung
- Jeffrey Meek (VF : Pierre-François Pistorio pour Raiden et Benoît Allemane pour Shao Khan) : Raiden et Shao Kahn
- Chris Casamassa (VF : Patrice Baudrier) : Takeda / Scorpion
- J.J. Perry : Sub-Zero
- Aytl Jensen : Chaka (2 épisodes) (non créditée)
- Elle Macpherson : Jane (Épisode Pilote)

## Épisodes
1. Éternel guerrier - 1re partie (Warrior Eternal - Part 1)
2. Éternel guerrier - 2e partie (Warrior Eternal - Part 2)
3. Dure réalité (Cold Reality)
4. Combat immortel (Immortal Kombat)
5. Le Calice (The Essence)
6. La Vengeance de Noob Saibot (Noob Saibot)
7. Les Pouvoirs du dragon (Debt of the Dragon)
8. Rêves éternels (Undying Dream)
9. Le Charme maléfique (Quan Chi)
10. Fausse manœuvre (Unholy Alliance)
11. Plus fort que le sang (Thicker Than Blood)
12. L’Ombre d’un doute (Shadow of a Doubt)
13. Un plan diabolique (Twisted Truth)
14. Âmes solitaires (The Festival of Death)
15. Dangereuse alliance (The Serpent and the Ice)
16. Kriya (Kreeya)
17. Le Prix de la vengeance (The Master)
18. L’Armée des reptiles (In Kold Blood)
19. Une victoire imparfaite (Flawed Victory)
20. Passation de pouvoirs (Balance of Power)
21. Mensonges volés (Stolen Lies)
22. La Force du mal (Vengeance)

## Autour de la série
- Les deux premiers épisodes n'auraient dû en faire qu'un car il s'agit du lancement de la guerre que Shang Tsung lance à Kung Lao pour l'avoir vaincu lors du Mortal Kombat, mais l'épisode était si long qu'on aurait pu croire à un film. Il fut donc séparé en deux épisodes.
- Au départ Mark Dacascos était prévu pour le rôle de Kung Lao, connu pour ses rôles d'expert en art martiaux tels que Only the Strong ou encore Double Dragon, mais celui-ci déclina l'offre et le rôle fut offert à Paolo Montalban. Il faut noter que Mark Dacascos jouera finalement Kung Lao dans la saison de 2 de la série Mortal Kombat Legacy (2013).
- La série s'arrêta à cause du budget devenu trop lourd au fil de la première saison, et ce malgré sa popularité, alors que les producteurs avaient prévu au départ deux saisons.
- Dans le dernier épisode La Force du mal, Shao Khan montre à Raiden que tout le monde est mort, dont Kung Lao le héros de la série, cependant ceci est en totale incohérence avec le film Mortal Kombat, car Liu Kang est le descendant direct de Kung Lao, donc son arrière-arrière-petit-fils, mais si on suit la série Kung Lao n'a pas encore eu d'enfant, ni même avec Jane sa fiancée dans l'épisode prologue ou encore avec Kitana pour qui Kung Lao aura des sentiments.
- Autre incohérence, les personnages de Reptile, Shang Tsung et Kitana sont tués par les prêtres dans le dernier épisode, alors qu'on les retrouve dans le film.
- L'acteur Chris Casamassa qui n'était pas revenu pour le second film reprend son rôle de Scorpion. J.J. Perry, qui interprète Sub-Zero, avait tenu le rôle de Scorpion, Cyrax et Noob Saibot dans Mortal Kombat Destruction Finale.